# Minoxidil
Minoxidil é um fármaco capaz de reduzir a pressão arterial por promover vasodilatação potente e de longa duração. Sua ação hipotensora foi descoberta em 1965 e teve impacto significativo no tratamento da hipertensão arterial pois funciona em casos mais agressivos da doença.
Como provoca hirsutismo, seu metabólito é associado a cremes para tratamento da calvície (mas não a cura) e em casos de alopécia androgenética, não sendo conhecido seu real mecanismo de ação para este fim. É indicado para pessoas com idade inferior a 40 anos e na situação de perda recente dos fios, estimulando o crescimento do cabelo e retardando a calvície.

## Uso em mulheres
Em uma revisão sistemática Cochrane sobre tratamentos para queda de cabelo em mulheres, que investigou e mapeou todas as terapias disponíveis e testados (até julho de 2015) por ensaios clínicos randomizados (5290 pacientes, 47 estudos), demonstrou que o minoxidil é um tratamento com evidências de eficácia e segurança. Além disso, o minoxidil a 2% versus 5% não apresentaram diferença significativas em mulheres.